# Эллис, Уолтер
Уолтер Э. Эллис (англ. Walter E. Ellis; 24 июня 1960, округ Холмс, штат Миссисипи — 1 декабря 2013, Тюремный госпиталь в городе 
Су-Фолс, штат Южная Дакота) — американский серийный убийца, который в период с октября 1986 года по апрель 2007 года совершил серию из как минимум семи убийств девушек и женщин на территории города Милуоки, штат Висконсин. Исключительность делу Эллиса придает тот факт,  что обладая заурядной внешностью и способностями, ему тем не менее удалось совершить ряд идеальных убийств, благодаря чему полиция Милуоки более двух десятилетий не подозревала, что на ее территории орудует серийный убийца. Объединение убийств произошло только лишь в мае 2009 года на основании результатов ДНК-экспертизы, после чего преступник получил прозвище «Душитель из северного Милуоки» (англ. «Milwaukee North Side Strangler» ). В феврале 2011 года Эллис был признан виновным в совершении семи убийств и получил в качестве наказания семь сроков в виде пожизненного лишения свободы без права на условно-досрочное освобождение

## Ранние годы
Уолтер Эллис родился 24 июня 1960 года на территории округа Холмс (штат Миссисипи) в семье Лероя и Мэтти Эллис. Кроме Уолтера, в семье было еще пятеро детей. В середине 1960-х его семья покинула штат Миссисипи и переехала в город Милуоки, штат Висконсин. Уже в раннем детстве Уолтер стал проявлять признаки антисоциальности. В школьные годы из-за проблем с повышенной импульсивностью Эллис начал демонстрировать агрессивное и деструктивное поведение по отношению к окружающим. Он подвергал физическим нападкам своих одноклассников в школе и других детей в округе, благодаря чему заслужил репутацию хулигана и неоднократно подвергался дисциплинарным взысканиям. Из-за хронических прогулов и неуспеваемости в 1974 году, после окончания 8-го класса Уолтер Эллис бросил школу и начал вести криминальный образ жизни.

## Криминальная карьера
В 1974 году, в возрасте 14 лет, Уолтер Эллис был впервые подвергнут аресту. Ему было предъявлено обвинение в совершении грабежа и обвинение в покушении на убийство. Однако будучи несовершеннолетним, он отделался крупным административным штрафом. В последующие четыре года он еще дважды подвергался аресту по обвинению в совершении кражи, но каждый раз отделывался штрафом. В ноябре 1978 года он был арестован по обвинению в совершении ограбления. Он признал свою вину, благодаря чему был условно осужден с назначением испытательного срока в виде 4 лет. В мае 1979 года Эллис был арестован по обвинению в хранении наркотических средств, однако в ходе расследования он смог доказать, что наркотик был ему продан в одной из аптек без соответствующего рецепта, благодаря чему он снова отделался административным взысканием и выплатой штрафа. Через год, в мае 1980 года, пытаясь стать сутенером, Эллис стал участником конфликта с проститутками и другими сутенерами, благодаря чему был арестован полицией Милуоки по подозрению в вымогательстве материальных средств с ряда проституток, но из-за недостатка доказательств обвинения с него в конечном итоге в очередной раз были сняты. В июне того же года он был арестован по обвинению в совершении ограбления, однако уголовное дело было прекращено в связи с примирением сторон. В июне 1981 года Эллис был арестован по обвинению в хранении и распространении наркотических средств. Его адвокату удалось заключить с прокуратурой соглашение о признании вины. Уолтер снова признал себя виновным в инкриминируемых ему действиях и раскаялся в содеянном, на основании чего был снова условно-осужден с назначением испытательного срока в виде 2 лет, однако в ноябре того же года он снова подвергся аресту за хранение и попытку распространения наркотических средств. За нарушение условий испытательного срока он был осужден и получил в качестве наказания 4 года лишения свободы. В феврале 1985 года, получив условно-досрочное освобождение, Уолтер вышел на свободу. Из-за отсутствия образования некоторое время после освобождения он работал поденщиком и перебивался случайными заработками, после чего вскоре снова начал вести криминальный образ жизни. В сентябре 1985 года Уолтер Эллис был задержан полицией по обвинению в вымогательстве. Однако в ходе расследования было установлено, что девушка, заявившая в полицию о совершении преступления, была замечена в занятии проституцией, вследствие чего достоверность ее показаний была подвергнута сомнению. На основании этих фактов обвинения с Эллиса были сняты
18 октября 1986 года Уолтер Эллис был подвергнут задержанию за нарушение общественного порядка. Во время задержания он оказал сопротивление и совершил нападение на офицера полиции, вследствие чего был осужден и следующие семь месяцев провел в окружной тюрьме. В мае 1987 года, через несколько дней после освобождения, Эллис совершил кражу. Он был осужден и получил в качестве наказания 1 год лишения свободы, но был условно-досрочно освобожден через девять месяцев заключения с назначением испытательного срока в виде 2 лет. В ноябре 1988 года Уолтер был арестован по обвинению в попытке угона автомобиля и по обвинению в нападении на офицера полиции. Нарушив таким образом условия испытательного срока, 30 декабря того же года он был этапирован в тюрьму, где отбывал уголовное наказание до 9 января 1990 года. Выйдя в очередной раз на свободу, Эллис стал членом банды «Brothers of the Struggle», занимающейся наркоторговлей, члены которой вели борьбу с другими бандами за передел сфер влияния в Милуоки. Эллис был арестован в июне того же года по подозрению в хранении и распространении наркотических средств и осужден в ноябре 1990 года, получив в качестве наказания 30 месяцев лишения свободы. Перечень обвинений Эллиса включал несколько нарушений федеральных законов США, благодаря чему он был этапирован для отбытия наказания в одну из федеральных тюрем, расположенных в штате Миннесота. В мае 1992 года он получил условно-досрочное освобождение и вышел на свободу, но уже в ноябре то же года был арестован за нарушение условий условно-досрочного освобождения и был этапирован в учреждение социальной реабилитации для лиц с тюремным прошлым.
Он был обязан пройти курс реабилитационных программ для преодоления социальных проблем, проблем с трудоустройством, с целью полноценной интеграции в общество. Учреждение взаимодействовало с различными общественными, религиозными, государственными организациями и объединениями, включала занятия в малых группах, индивидуальные консультации и специальные лекционные курсы. Заключенным было разрешено покидать учреждение с разрешением выхода на работу, учебу или посещения церкви при наличии пропуска. Из-за высокого уровня коррупции в учреждении, большинство заключенных с помощью взяток беспрепятственно покидали учреждение без соответствующего разрешения. В декабре того же года Уолтер Эллис был арестован за оставление учреждения без разрешения. В ходе расследования Эллис заявил о случаях взяточничества в учреждении и поведал детальную информацию об этом, которая впоследствии подтвердилась. На основании сделки с правосудием Эллис был освобожден от несения дальнейшего наказания и на протяжении последующих нескольких лет работал полицейским осведомителем.
В течение последующих лет Уолтер Эллис неоднократно нарушал условия условно-досрочного освобождения, но каждый раз избегал уголовной ответственности в связи со своим статусом осведомителя. В 1994-м и 1995-м годах он подвергался арестам за совершение нападений на своих сожительниц. В одном случае он нанес девушке ранение с помощью отвертки, но в конечном итоге все обвинения с Эллиса в обоих случаях были сняты без объяснения причин. В декабре 1997 года он был арестован за совершение попытки ограбления и совершение нападения на офицера полиции при попытке задержания. Благодаря покровительству своих работодателей из полиции Эллис снова избежал уголовной ответственности и был условно осужден с назначением испытательного срока в виде 5 с половиной лет. Однако в течение последующих нескольких месяцев Уолтер Эллис в очередной раз совершил несколько правонарушений, в связи с чем он был исключен из числа осведомителей и сотрудничество с ним было прекращено. В августе 1998 года он был арестован за совершение очередного нападения, в результате чего он был осужден и получил в качестве наказания 3 года лишения свободы, которое отбывал в тюрьме «Oshkosh Correctional Institution». В июле 2001 года Эллис вышел на свободу и вернулся в Милуоки, где на протяжении последующих лет занимался низкоквалифицированным трудом, сменив несколько профессий.

## Разоблачение в серийных убийствах
В мае 2009 года в ходе расследования убийств проституток, на основании результатов ДНК-анализа, полиция Милуоки заявила, что в городе действовал серийный убийца, личность которого установить не удалось, который ответственен за совершение как минимум 7 убийств девушек и женщин, совершенных в период с 1986-го по 2007-й годы. Все жертвы являлись проститутками в возрасте от 19 до 41 года.
В ходе расследования полицией было установлено, что в Министерстве юстиции США отсутствует образец ДНК Уолтера Эллиса, который он был обязан сдать в начале 2001 года на основании закона, принятого в штате Висконсин в 2000 году, согласно которому все преступники, отбывающие уголовное наказание, обязаны были сдать образцы ДНК. Представитель департамента исполнения наказаний штата Висконсин, Джон Липко, заявил, что в 2001 году, находясь в тюрьме «Oshkosh Correctional Institution», Уолтер Эллис сдал образец слюны и крови, который позже был отправлен в одну из криминалистических лабораторий, но был утерян. В конце августа 2009 года Уолтер Эллис был найден и подвергнут допросу. Он был обязан явиться 29 августа того же года в один из полицейских участков города, для того чтобы повторно сдать образец ДНК, но в назначенный день он не явился. Эллис был объявлен в розыск. Полиция выдала ордер на обыск его апартаментов, в ходе которого из его дома была изъята зубная щетка. В ходе ДНК-экспертизы следов слюны Эллиса, в течение нескольких дней было установлено, что его генотипический профиль ДНК совпадает с профилем ДНК, найденной на телах девяти женщин в возрасте от 16 до 41 года, убитых в период с 1986 по 2007 год в северной части Милуоки на территории трех квадратных миль. Ордер на арест Уолтера Эллиса был выдан 4 сентября. На следующий день его автомобиль 1994 года выпуска был замечен на территории города Франклин (штат Висконсин). В последующие часы Эллис был обнаружен вместе со своей 54-летней сожительницей в одном из мотелей города, после чего был арестован. Во время ареста у него был изъят кокаин и стеклянная трубка для курения крэка.
Ему были предъявлены обвинения в убийстве 31-летней Деборы Л. Харрис, которая была задушена и обнаружена в водах реки 10 октября 1986 года; 19-летней Тани Л. Миллер, которая была найдена задушенной 11 октября 1986 года; Ирен Смит, убитой 28 ноября 1992 года;  28-летней Флоренс Маккормик, которая была задушена и найдена 24 апреля 1995 года; 37-летней Шейлы Фэрриор, тело которой было обнаружено 27 июня 1995 года; 41-летней Джойс Мимс, которая была задушена и найдена 20 июня 1996 года и в убийстве 28-летней Аутран Стокс, которая также была задушена и чье тело было найдено 27 апреля 2007 года. Также Уолтер Эллис подозревался в совершении убийств 32-летней Кэрон Килпатрик, убитой 13 октября 1994 года и 16-летней Джессики Пэйн, тело которой было найдено 30 августа 1995 года. Так как Пэйн, в отличие от других жертв, погибла от кровопотери, вызванной ножевым ранением в область шеи, прокуратура отказалась выдвигать обвинение против Эллиса, посчитав, что он, вероятно, занимался сексом с девушкой, но не убивал ее.
За убийство Джессики Пэйн в 1996 году на основании свидетельских показаний был осужден другой житель Милуоки — 20-летний Шанте Отт. После разоблачения Эллиса виновность Шанте Отта была подвергнута сомнению, благодаря чему обвинения с него были сняты и он вышел на свободу в 2009 году, проведя в заключении 14 лет.  В мае 2010 года с помощью ДНК-экспертизы была доказана причастность Эллиса к совершению убийства Мариетты Гриффин, которая была найдена задушенной в 1998 году. Благодаря этому была доказана невиновность Уильяма Эвери, который был осужден за убийство Гриффин. Обвинения с Уильяма Эвери были сняты, после чего он вышел на свободу в середине 2010 года, проведя в результате судебной ошибки 5 лет в заключении.
После предъявления обвинений Уолтер Эллис не признал себя виновным. Судебный процесс должен был открыться в апреле 2011 года, но в феврале того же года, после совещания со своим адвокатом, Эллис предложил прокуратуре заключить соглашение о признании вины. Эллис заявил о согласии с предъявленными ему обвинениями и ходатайствовал о постановлении приговора без проведения судебного разбирательства. В конечном итоге соглашение было достигнуто после согласия государственного обвинителя и родственников жертв, на основании чего Уолтер Эллис 24 февраля 2011 года на основании условий соглашения о признании вины получил в качестве наказания 7 сроков в виде пожизненного лишения свободы без права на условно-досрочное освобождение.

## Смерть
После осуждения, в июне 2011 года, Уолтер Эллис по соображениям безопасности на основании договора между штатами Висконсин и Южная Дакота — был этапирован на территорию штата Южная Дакота для отбытия своего наказания в тюрьме South Dakota State Penitentiary, расположенной в городе Су-Фолс.
Однако вскоре после прибытия на территорию тюрьмы у Эллиса начались проблемы со здоровьем. В связи с этим он был переведен в тюремный госпиталь. У него был диагностирован диабет, от осложнений которого Уолтер Эллис умер 1 декабря 2013 года в возрасте 53 лет.